# Puente Semipalatinsk
El puente de Semipalatinsk es un puente colgante que cruza el río Irtish situado en Semey (Kazajistán) —ciudad que antes se llamaba Semipalatinsk—. Su vano principal tiene una longitud de 750 metros y la longitud total asciende a 1086 m. La construcción se efectuó entre 1998 y 2001.